# Galtisjaure
Galtisjaure är en sjö i Arjeplogs kommun i Lappland och ingår i Skellefteälvens huvudavrinningsområde. Sjön har en area på 8,89 kvadratkilometer och ligger 426,1 meter över havet.

## Delavrinningsområde
Galtisjaure ingår i det delavrinningsområde (733602-160034) som SMHI kallar för Mynnar i Galtisjaure. Medelhöjden är 466 meter över havet och ytan är 43,3 kvadratkilometer. Räknas de 18 avrinningsområdena uppströms in blir den ackumulerade arean 274,14 kvadratkilometer. Båtsaströmmen som avvattnar avrinningsområdet har biflödesordning 2, vilket innebär att vattnet flödar genom totalt 2 vattendrag innan det når havet efter 277 kilometer. Avrinningsområdet består mestadels av skog (71 procent). Avrinningsområdet har 9,12 kvadratkilometer vattenytor vilket ger det en sjöprocent på 21 procent.